# 좌파 자유지상주의

자유지상주의 좌파 동맹의 상징(Alliance of the Libertarian Left). 주로 시장지향 좌파 자유지상주의자들이 사용한다.

좌파 자유지상주의(Left-Libertarianism)는 개인의 자유와 사회적 평등을 강조하지만, 접근법과 이론에서 구별되는 여러 정치 사상들을 포괄하는 용어다.
좌파 자유지상주의는 개인의 자유와 함께 사회적 평등을 강조한다. 고전적인 용례로써 좌파 자유지상주의는 반권위주의적 좌익 정치와 동의어로 간주되며, 아나키즘과 자유지상주의적 마르크스주의를 비롯한 여러 경향을 포함한 자유지상주의적 사회주의를 의미한다. 좌파 자유지상주의는 힐렐 스타이너(Hillel Steiner ), 피터 발렌타인( Peter Vallentyne), 필립 판 파레이스(Philippe Van Parijs) 같은 학계의 철학자들을 가리키는 입장으로 언급되기도 하는데 이들은 자기소유를 천연 자원에 대한 평등주의적 관점과 혼합했다.
좌파 자유지상주의자들은 동산(Personal Property)에 대하여 존중하는 한편, 천연 자원에 노동력을 혼합하면 완전한 권리를 얻게 된다는 사유재산(Private Property)의 개념에 회의적이거나 전면적으로 반대한다. 그리고 천연 자원(토지, 기름, 금광, 초목)이 평등주의적인 형태로 누구도 소유해선 안되거나 공유되어 한다고 주장한다. 사유재산권을 지지하는 좌파 자유지상주의자들은 지역 사회에 보상을 제공한다는 제약 아래 그런 입장을 취한다. 많은 좌파 자유지상주의자들은 공산주의 학파에 속하며, 화폐를 노동 교환권이나 분권화 계획으로 대체하고자 한다.
한편 프루동의 상호주의와 사무엘 에드워드 콘킨 III(Samuel Edward Konkin III)의 아고리즘(Agorism)을 포함한 좌익 시장 아나키즘은 좌파의 관심사를 사회주의 자유시장의 패러다임 안에서 해결하길 원한다.
미국에선 자유지상주의라는 용어가 머레이 로스바드(Murray Rothbard)와 칼 헤스(Karl Hess)가 프랑스 5월 혁명에 접근하려는 시도중에 우파 자유지상주의와 연관되기 시작했다. 하지만 그 전까진 자유지상주의라는 용어는 독점적으로 반자본주의 운동과 관련되어 있었고 세계의 거의 대부분의 지역에서 이런 의미가 여전히 우세하다.
미국의 상호주의 아나키스트인 케빈 카슨(Kevin Carson)은 좌파 자유지상주의라는 용어(Center for Stateless Society의 맥락에서)에 대하여 다음과 같이 언급한다.
| “ | 첫번째로 우리는 자유시장 자유지상주의의 좌익적 기원을 회복하길 원하기 때문에 스스로를 좌파 자유지상주의자라고 부른다. 두번째로 오늘날의 좌파의 관심사를 다루는데 있어서 자유시장의 유용성을 보여주길 원하기 때문이다. 19세기 초반 고전적 자유주의와 고전적 사회주의는 계몽주의라는 뿌리에 있어서 매우 가까웠다. 애덤 스미스와 데이비드 리카르도와 같은 여러 고전적 경제학자들의 자유주의는 휘그의 과두정치와 부유한 계급들의 중상주의의 확고한 특권에 대한 매우 좌익적인 비판을 했다… 토마스 호지스킨은 고전적 자유주의자이자 또한 사회주의자로서 임대, 이윤 및 이자를 인공적인 재산권과 특권에 관한 독점적인 수익으로 간주했다. 조시아 워렌, 벤자민 터커 그리고 다른 미국 개인주의적 아나키스트들은 사회주의적 형태의 자유시장을 옹호했으며 간섭 없는 경쟁은 임대, 이윤과 이자를 파괴하고 “자유시장에서의 자연적인 임금은 그 생산물이다.”는 사실을 보장할 것이라고 생각했다. 많은 개인주의적 아나키스트들은 터커의 Liberty와 관련되어 있었고, 이는 노동기사단, 제1 인터내셔널 그리고 서부광부연합 같은 급진적 노동 그리고 사회주의 단체들과 연결되어 있었다... 19세기 후반 계급전쟁이 격렬해짐에 따라 “자유시장”과 “자유기업” 같은 말들은 노동운동의 급진적 도전에 대하여 기업자본을 지키기 위한 투쟁적 방어와 점점 관련되어 갔다. 동시에 아나키스트 운동 내에서의 공산주의자와 개인주의적 아나키스트의 분열은 후자를 고립되게 만들었고 그럼으로써 우익에 의한 식민지화에 취약하게 만들었다. 20세기 초, "자유시장 자유지상주의"는 미제스와 랜드의 자본주의에 대한 우익적 방어와 밀접하게 연관되어 왔다. 살아남은 개인주의의 전통은 구 좌익의 친노동 및 사회주의의 문화와 전통이 제거되었고, 점차 우익적인 성격을 가지기 시작했다. 그럼에도 구 좌파적 전통의 일부는 미국의 자유지상주의 운동에서 살아 남았다... 좌파 자유지상주의자인 우리는, 재벌과 대기업의 확고한 권력을 이바지 하는 임대주와 상인의 특권을 공격했던 자유시장 자유지상주의의 본래 기원인 그 교리를 완전히 유지한다. 기업 자본주의의 승리를 정당화하기 위해 “자유시장”이라는 용어를 사용하고, 그러한 “ 자유지상주의” 선전가들의 공동체의 성장은, 자유시장의 원칙을 곡해한 것에 불과하다. 이는 마치 스탈린주의 정권이 노동 계급의 운동을 왜곡함으로써 그것이 역사적인 사회주의 운동의 상징이라고 언급하는 것과 같은 것이다... 자유지상주의 우파가 19세기 중엽부터 방어해온 산업 자본주의 체제는 결코 자유시장에 근접한 적이 없었다. 근대에 나타난 역사적 체제로서의 자본주의는 많은 면에서 중세 후기 봉건제의 직접적인 파생물이였다. 이것은 개방구역의 해체, 공유지의 인클로저 그리고 농민에 대한 막대한 몰수에 기반해 세워졌다. 영국에서는 시골의 인구가 재산없는 프롤레타리아트로 전락해서 임금노동으로 내몰렸을 뿐만 아니라, 19세기 초반의 20여년간 혹독한 경찰국가 체제에 의해 결사와 운동의 자유가 범죄화되었다. 세계적인 수준에서 자본주의는 식민점령, 몰수와 남반구 인구의 노예화를 통하여 자신을 세계적 체제로서 확장 시켰다. 수천만에서 수억의 농민들이 식민권력에 의해 그들의 땅에서 쫓겨나 임금 노동으로 내몰렸으며 그들의 재산은 농업 작물의 자금화를 위해 통합되었으며 영국의 인클로저는 세계적인 수준에서 재연되었다... 우리 좌파 자유지상주의자는 이 시대의 확고한 경제적 이익과 특권을 누리는 계급을 공격함으로써, 대기업의 수족과 금권정치로부터 자유시장의 원칙을 되찾길 원한다... 경제적 불의, 부의 집중과 양극화, 노동착취, 오염과 낭비, 기업권력 그리고 인종차별, 성차별, 호모포비아, 트랜스포비아 같은 구조적 억압의 문제와 같은 좌파의 관심사에 있어서 우리 좌파 자유지상주의자는 이 문제와 자유시장의 관련성과 유용성을 보여주길 원한다... 좌파 자유지상주의의 최소한의 요구목록에는 사실상 포춘 500에게 이익을 줄뿐인 모든 인공적 재산권, 인공적 희소성, 독점, 진입 장벽, 규제 카르텔과 보조금의 완전한 폐지가 포함된다. 여기엔 사용하지 않거나 비워놓은 땅의 권리에 대한 완전한 폐지와 모든 “지적재산” 독점에 대한 폐지 그리고 돈과 신용 문제에 대한 제한, 당사자들이 선택한 교환수단에 대한 규제의 완전한 폐지를 포함한다… 우리의 아젠다에는 자영업, 가정기반 사업 그리고 자체건립 주택같은 모든 저비용 생계수단에 대한 모든 장벽들, 허가증, 구역법, 안전규범법 등의 폐지가 포함된다. 그리고 여기엔 노동을 조직할 권리 그리고 각 상황에 따라 서비스를 중단하거나 보이콧에 참여하는 것을 제한하는 모든 법적 제한의 폐지 그리고 공인노조가 조합원들이 와일드캣 파업이나 다른 직접행동을 제한할 수 있게하는 모든 법적 특권의 폐지가 포함된다… 기업 자본주의와 계급적 억압은 그들의 특권과 권력을 보호하기 위해 행동하는 국가권력에 의해 보장된다. 진정한 자유시장과 자발적 협력, 자유연합은 이런 억압적 체제의 토대에 다이너마이트처럼 작용할 것이다... 모든 형태의 불의에 맞설 때 우리는 교차적 접근법을 취해야 한다. 이는 인종이나 젠더 문제를 “분열적인 것"으로 처우 하거나 계급적 일치를 위해 “나중에”까지 연기 되어야할 것으로써 간주하는 관행을 부인해야 한다. 이는 또한 “높은 위치에 있거나” “미국의 다른곳처럼 중역회의실에” 있는 흑인과 여성에게 집중하면서, 그 높은 위치와 회의실의 권력을 그냥 내버려 두는, 중산층 전문가들에 의해 지배되는 모든 인종, 젠더 운동을 부인하는 것도 포함된다… (운동의 분열)이것은 실제로 지배계급이 내부의 균열을 약점으로 파악하고 분열하고 정복하기 위해 사용해 왔다. 예를 들어서 1930년대 미국의 대지주들은 인종적 불화를 장려해서 조합을 흑인과 백인의 것으로 분열시킴으로써 남부 농부 조합을 파괴했다. 사람들의 여러 형태의 억압의 교차점을 무시하고 최소 특권층의 특별한 요구에 특별한 주의를 기울이는 모든 계급, 성, 인종 운동은 이와 같은 종류의 기회주의에 개방된 것이다. | ” |

## 좌파 자유지상주의로 분류되는 사상들
- 사회주의 운동에서의 다양한 반권위주의 좌익정치, 즉 자유지상주의적 사회주의[2]
- 지공자유지상주의(Geolibertarianism): 자유지상주의와 지공주의의 혼합[7][8]
- 스타이너-발렌타인(Steiner–Vallentyne) 학파: 지지자들은 고전적 자유주의나 시장 자유의 전제로부터 평등주의적 결론을 이끌어낸다.[9]
- 좌익 시장 아나키즘(Left-Wing Market Anarchism): 국가가 제공하는 특권에서 벗어난 반자본주의적인 해방된 시장(Freed Markets) 강조[10]

## 같이 보기
- 자유지상주의
- 자유지상주의적 사회주의
- 우파 자유지상주의
- 아나키즘
- 개인주의